# Burgstall Vestenberg
Der Burgstall Vestenberg ist eine abgegangene vermutlich hochmittelalterliche Adelsburg bei dem Pfarrdorf Wüstenstein im oberfränkischen Landkreis Forchheim in Bayern, Deutschland. Die Burg ist fast vollkommen abgegangen, nur sehr wenige Reste im Gelände zeugen von ihr.

## Geographische Lage

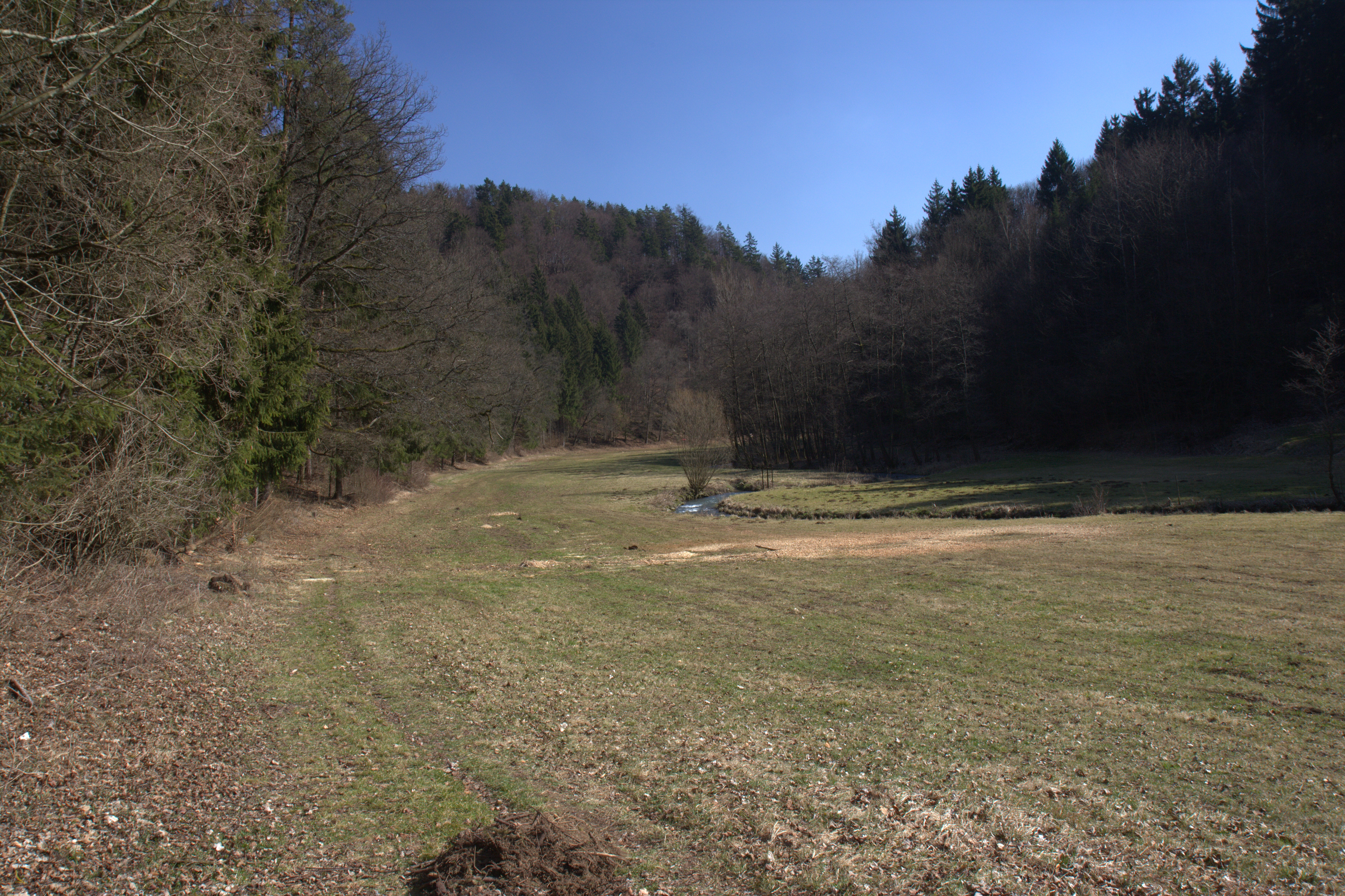
Ansicht des Burgberges über dem Aufseßtal aus nördlicher Richtung (Februar 2012)

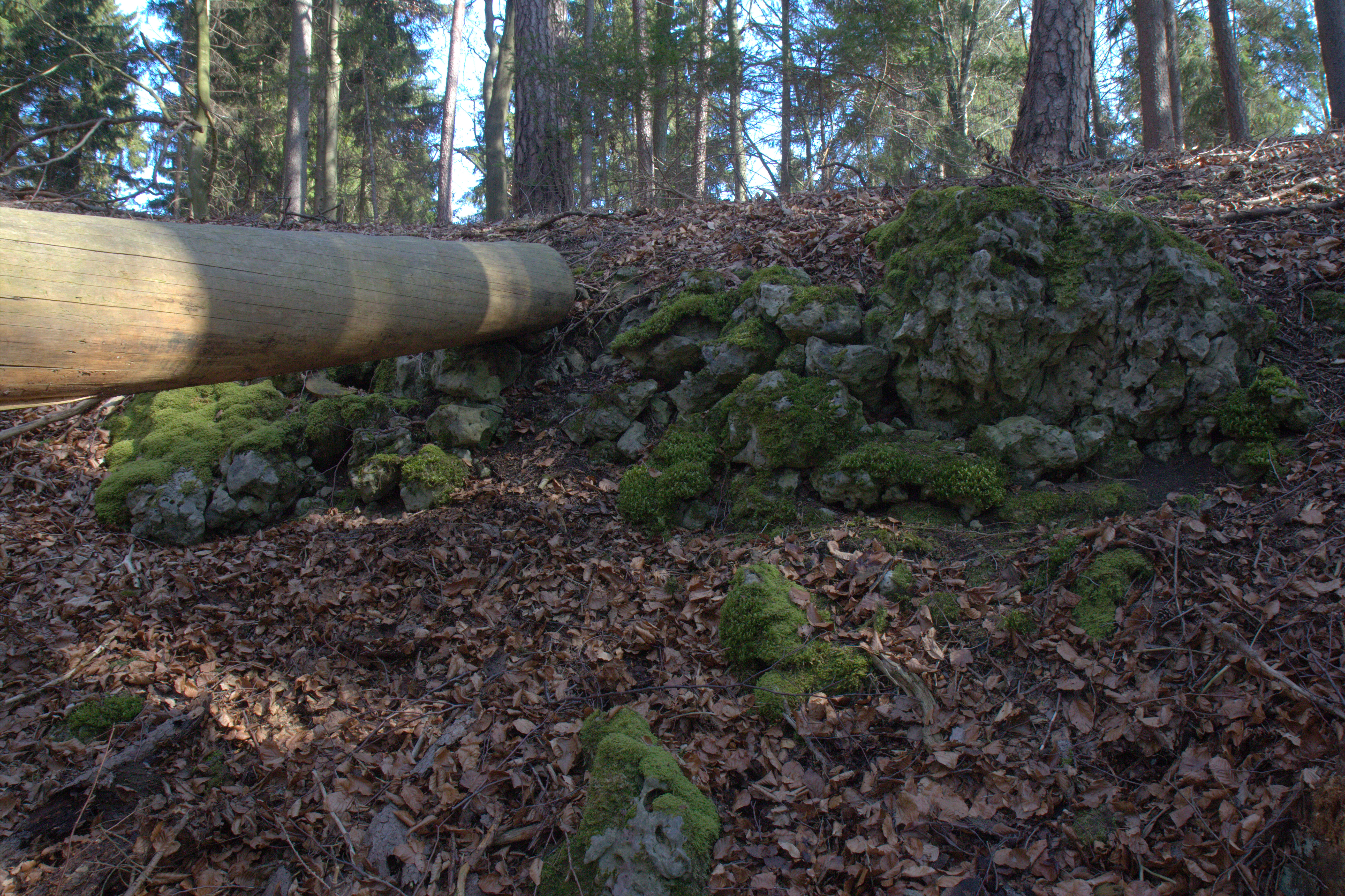
Mögliche letzte Reste einer Futtermauer (Februar 2012)

Der Burgstall der Spornburg befindet sich im zentralen Bereich der Fränkischen Schweiz, eines Teils des Mittelgebirges Frankenjura, auf etwa 430 m ü. NN Höhe an der Spitze eines Bergspornes, nördlich der Einmündung des Steingraben genannten Trockentales in das Tal der Aufseß.
Der Bergsporn erstreckt sich von der Hochfläche nach Südsüdwesten und wird auf der Westseite von der Aufseß und im Südosten vom Steingraben begrenzt. Die Stelle der abgegangenen Burg liegt etwa 50 Höhenmeter über dem Tal und etwa 950 Meter nordnordöstlich der evangelisch-lutherischen Pfarrkirche in Wüstenstein oder etwa 21 Kilometer nordöstlich von Forchheim.
In der Nähe befinden sich weitere ehemalige mittelalterliche Burgen, im nahen Wüstenstein liegen die Reste der gleichnamigen Burg und des späteren Schlosses Wüstenstein, das erst im 20. Jahrhundert zum größten Teil abgebrochen wurde und zu dem direkter Sichtkontakt von der Burg Vestenberg bestand. Das Aufseßtal aufwärts liegt ein unbekannter Burgstall auf der Höhe 458,5 bei Heckenhof und auch in Heckenhof selbst befand sich ein Rittersitz. Noch etwas weiter stehen die Schlösser Unteraufseß und Oberaufseß.
Das Aufseßtal abwärts, etwa auf halber Strecke zwischen den Orten Seelig und Gösseldorf lag ein weiterer Adelssitz vom Typ des ebenerdigen Ansitzes.

## Geschichte der Burg
Über die erst im Jahr 1942 vom Nürnberger Burgenforscher Hellmut Kunstmann lokalisierte Burg liegen nur wenige urkundliche Erwähnungen vor. Sie war Gegenstand eines Schiedsgerichtes in Kersbach bei Forchheim zwischen dem Burggrafen von Nürnberg und dem Bischof von Bamberg, als die Nürnberger die Burg Vestenberg auf Bamberger Territorium errichtet hatten. Im Text der Beschwerde heißt es: „Item hat auch mein herre Burggraue sein diner dorczu gehandthabt und gestewert, das sie ein Schloß gen dem Wüstenstein über in meines Herren von Bamberg und des stifts land und herrschaft, aufgeschlagen, vestemberg genannt, das nicht sein sollt, do mit meinem herren von Bamberg freuelich ungütlich geschehen ist, und geschicht“, es handelte sich also um eine Raubgründung der Burggrafen von Nürnberg, gegen die der Bamberger Bischof Beschwerde einlegte. Ein ganz ähnlicher Vorgang erfolgte im nahen Ailsbachtal um die Burg Rabenstein, als dort das Bistum Bamberg auf Nürnberger Gebiet die Alte Veste und eine weitere Burg, den heutigen Burgstall zum Hohenloch, erbaute bzw. erbauen wollte.
Nach der Einigung wurde Burg Vestenberg wohl geschleift, denn in einem Teilungsvertrag vom 19. Januar 1536, in dem Joachim von Aufseß das Schloss Wüstenstein zugesprochen wurde, wurde Vestenberg nur noch als abgegangen erwähnt: „Wüstenstein gegenüber der Vestenberg genannt, da vor Zeiten ein Schloss sein sollte und eine Wohnung bestanden“. Am 25. Januar 1543 wurde Joachim von den Markgrafen, den Nachfolgern der Nürnberger Burggrafen, mit Wüstenstein und Vestenberg belehnt, eventuell war ein Wiederaufbau der Burg geplant, der jedoch unterblieb.

## Heutiger Zustand
Die Stelle der abgegangenen Burg ist dicht bewaldet, erhalten hat sich nur ein Wall von der ehemaligen Außenmauer der Burg. Der frei zugängliche Burgstall ist von Wüstenstein auf einem Wanderweg im Aufseßtal erreichbar.
Das vom Bayerischen Landesamt für Denkmalpflege als „Burgstall des Mittelalters und der frühen Neuzeit“ erfasste Bodendenkmal trägt die Denkmalnummer D-4-6133-0130.

## Beschreibung
Die ehemalige Höhenburg befindet sich an der Spitze eines Bergspornes, der nach Westen, Süden und Südosten steil ins Tal abfällt und nach Nordosten in die Hochfläche übergeht. Auf dieser Seite wurde die Burg durch einen gegenwärtig nur noch sehr flachen Halsgraben und einen Abschnittswall, eine in einem stumpfen Winkel umbiegende Außenmauer, geschützt.
Die Fläche der zweiteiligen Spornburg ist in etwa pilzförmig und teilte sich in den ehemaligen Standort einer Vorburg und dem einer sehr schmalen, aber langen Hauptburg, die an der Spitze des Spornes lag.
Die rautenförmige Vorburg hatte die Maße von etwa 50 mal 20 Metern und war auf der Angriffsseite durch einen etwa neun Meter breiten Wall begrenzt. Der Wall verläuft vom südöstlichen Hang des Spornes nach Nordwesten und biegt dann in einem stumpfen Winkel nach Westen um. Er hat jetzt eine maximale Höhe von 1,8 Metern an der Außenseite, über die Fläche der Vorburg steht er nur noch 1,2 Meter an. Kunstmann hat im Kern des Walls noch eine Steinmauer mit der Stärke von 1,5 Metern entdeckt. An der nördlichsten Stelle des Walls befindet sich ein Durchlass, der vermutlich ursprüngliche Zugang zur Burg. Der Wall wurde an der westlichen Seite wohl von einem Torturm flankiert, von ihm ist ein Fundamentrest zu sehen. An der südöstlichen Seite des Walls sind noch die Spuren eines stark verflachten Außengrabens zu erkennen, der dem Wall vorgelagert war. Das Gelände der Vorburg ist sehr eben ohne Spuren ehemaliger Bebauung.
Die rechteckige Hauptburg war von der Vorburg durch eine natürliche Einsenkung getrennt und lag etwa zwei Meter höher als die Vorburg. Sie befand sich auf einem Dolomitfelsen und war etwa 25 Meter lang und nur sieben Meter breit. Auch von  der Hauptburg sind keine Bebauungsreste vorhanden.